# Caranx
Caranx é um gênero de peixes marinhos tropicais e subtropicais da família Jack Carangidae, comumente conhecidos como jacks, trevallies e peixes-reis. Eles são peixes de corpo profundo de tamanho moderado a grande que se distinguem de outros gêneros de carangídeos por rastros branquiais específicos, raias das nadadeiras e características de dentição. O gênero está presente nos oceanos Pacífico, Índico e Atlântico, habitando regiões costeiras e marítimas, variando de estuários e baías a recifes profundos e ilhas costeiras. Todas as espécies são predadores poderosos, capturando uma variedade de peixes, crustáceos e cefalópodes. Ao mesmo tempo eles mesmos são presas de peixes pelágicos maiores e tubarões. Vários peixes do gênero têm a reputação de poderosos peixes esportivos e são muito procurados pelos pescadores. Frequentemente, eles são capturados em grandes quantidades durante pescarias, mas geralmente são considerados ruins a razoáveis quando se trata de usá-los na culinária.

## Taxonomia e nomenclatura
O gênero Caranx é um dos 30 gêneros de peixes atualmente reconhecidos como da família Carangidae, esta família faz parte da ordem Carangiformes. A espécie há muito foi colocada na subfamília Caranginae (ou tribo Carangini), com estudos moleculares e genéticos modernos indicando que essa subdivisão é aceitável, e Caranx é bem definido como gênero. Filogeneticamente, o gênero monotípico de Gnathanodon é o mais próximo de Caranx; e de fato seu único membro já foi classificado como Caranx . 
Caranx foi criado pelo naturalista francês Bernard Germain de Lacépède em 1801 para acomodar uma nova espécie que ele havia descrito, Caranx carangua (o caranx hippos), que mais tarde foi considerado um sinônimo júnior de Scomber hipopótamos, que por sua vez foi transferido para Caranx. Os primórdios da taxonomia dos carangídeos tinham mais de 100 'espécies' designadas como membros do gênero, a maioria dos quais eram sinônimos, e vários gêneros foram criados, os quais foram posteriormente sinonimizados com Caranx. Caranx assumiu autoridade sobre esses nomes de outros gêneros devido à sua descrição anterior, transformando o resto em sinônimos juniores inválidos. Hoje, após extensas revisões da família, 18 espécies são consideradas válidas pelas principais autoridades taxonômicas FishBase e ITIS, embora muitas outras espécies não possam ser devidamente validadas devido a descrições deficientes. Assim como o gênero Carangoides, a palavra Caranx é derivada do francês carangue, usado para alguns peixes do Caribe.

## Evolução

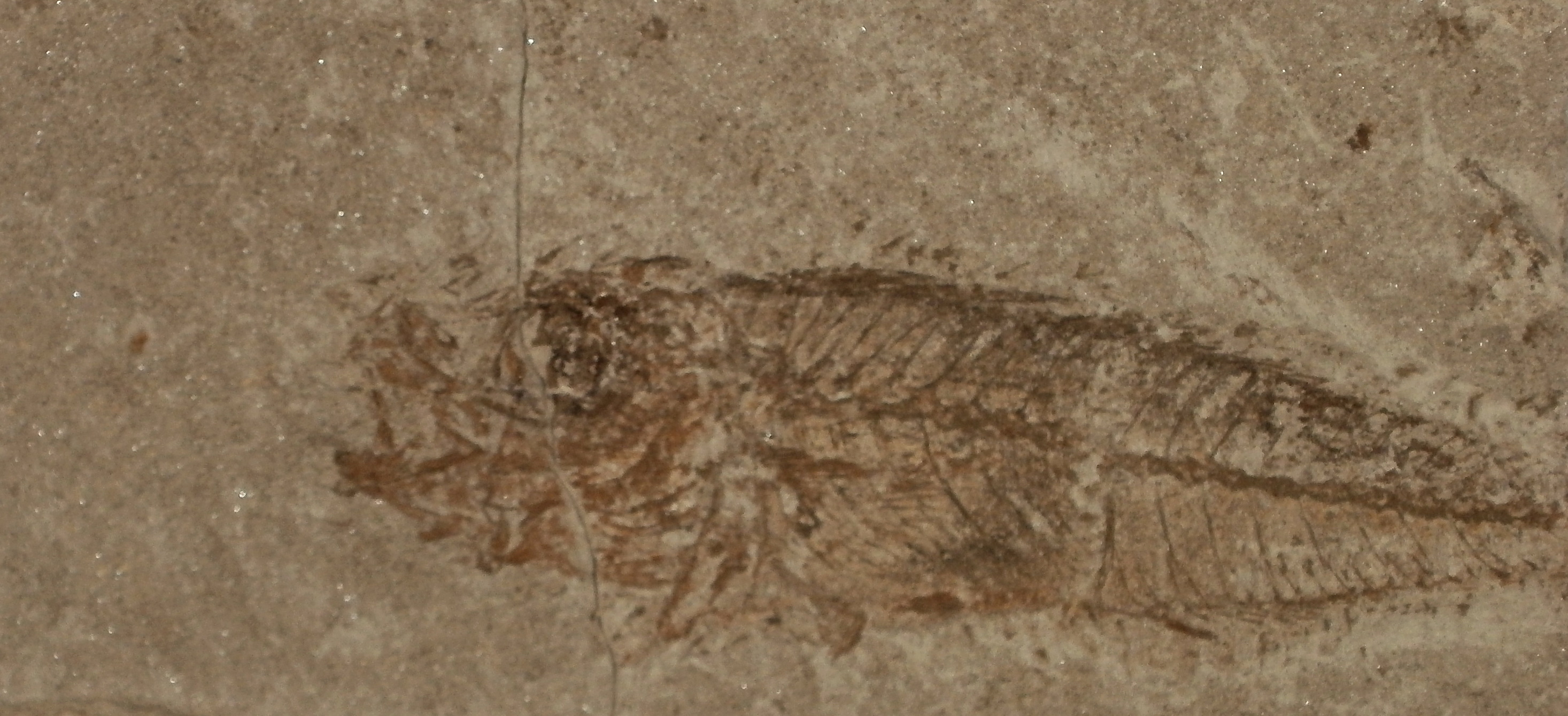
Caranx gracilis do Oligoceno dos Cárpatos orientais romenos

O primeiro representante de Caranx encontrado no registro fóssil data de meados do Eoceno, período em que surgiram muitas linhagens Perciformes modernas. Os fósseis consistem principalmente de otólitos, com o material esquelético ósseo raramente preservado. Eles são geralmente encontrados em depósitos sedimentares marinhos rasos ou de água salobra. Várias espécies extintas foram definitivamente identificadas e nomeadas cientificamente, incluindo:
- Caranx annectens Stinton, 1980 Eoceno, Inglaterra[8]
- Caranx carangopsis Steindachner, 1859 Cenozóico, Áustria[9]
- Caranx daniltshenkoi Bannikov, 1990 Cenozóico, Rússia[10]
- Caranx exilis Rueckert-Uelkuemen, 1995 Cenozóico, Turquia[11]
- Caranx extenuatus Stinton, 1980 Eoceno, Inglaterra[8]
- Caranx gigas Rueckert-Uelkuemen, 1995 Cenozóico, Turquia[11]
- Caranx gracilis Kramberger, 1882 Oligoceno-Mioceno Inferior, Romênia[12]
- Caranx hagni Rueckert-Uelkuemen, 1995 Cenozóico, Turquia [11]
- Caranx macoveii Pauca, 1929 Oligoceno-Mioceno Inferior, Romênia[12]
- Caranx petrodavae Simionescu, 1905 Oligoceno-Mioceno Inferior, Romênia[12]
- Caranx praelatus Stinton, 1980 Eoceno, Inglaterra[8]
- Caranx primaevus Eastman, 1904 Eoceno, Itália (pode ser atribuído ao próprio gênero Eastmanalepes)[13]
- Caranx quietus Bannikov, 1990 Cenozóico, Rússia[10]

## Descrição

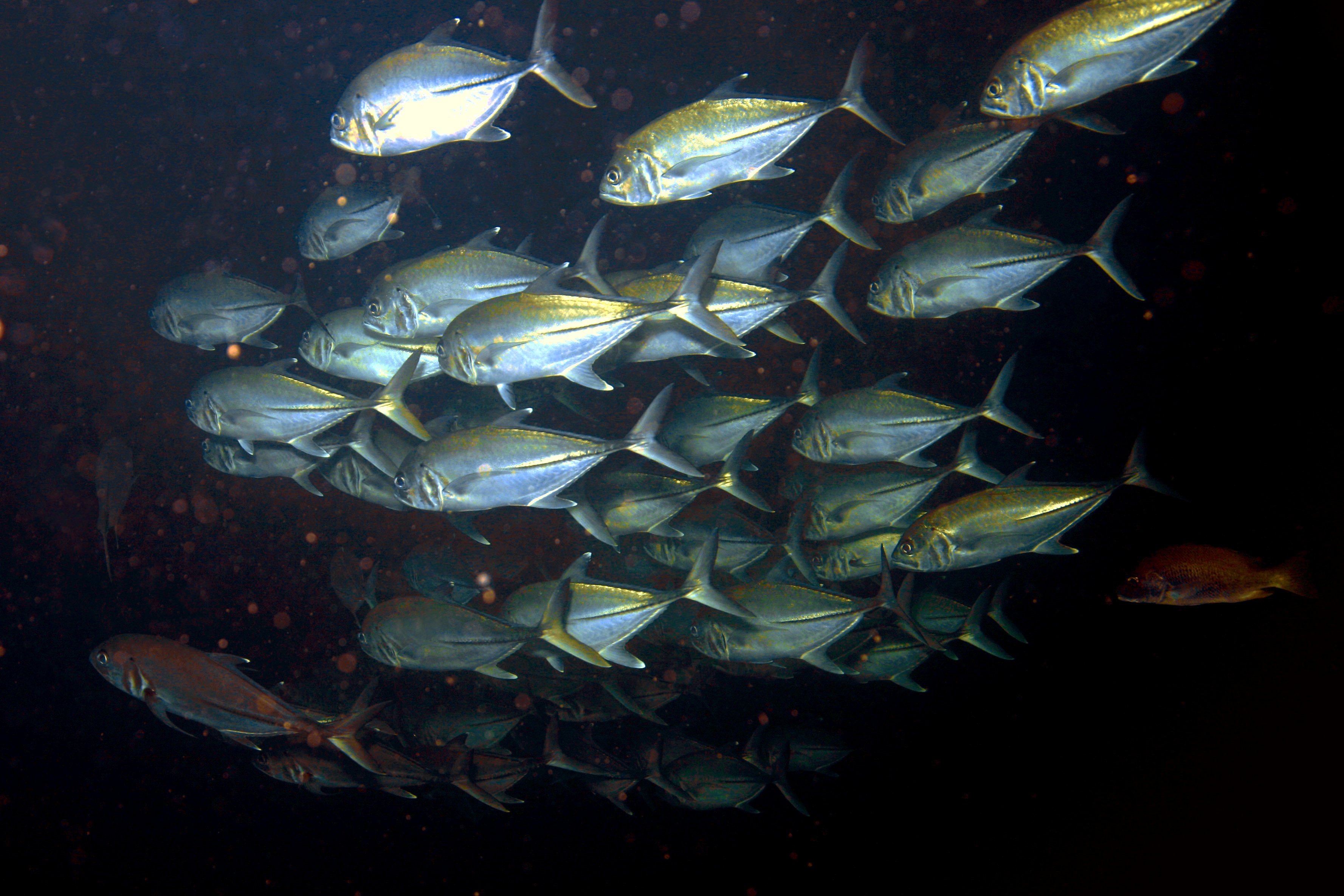
Uma escola de Pacific crevalle jack, Caranx caninus no Panamá

As espécies do gênero Caranx são todas peixes moderadamente grandes a muito grandes, com tamanho entre 50 cm e 1,7 m e 80 kg de peso; um tamanho que só é alcançado pelo gigante trevally, Caranx ignobilis, a maior espécie de Caranx. Em seu perfil corporal geral, eles são semelhantes a vários outros gêneros de jack, tendo um corpo profundo e comprimido com um perfil dorsal mais convexo do que o ventral. A barbatana dorsal tem duas partes, a primeira composta por 8 espinhos e a segunda por um espinho e entre 16 e 25 raios moles. A barbatana anal tem um ou dois espinhos anteriores destacados, com 1 espinho e entre 14 e 19 raios moles. A barbatana caudal é fortemente bifurcada. Todas as espécies têm escudos moderados a muito fortes na seção posterior de suas linhas laterais. Todos os membros do Caranx são geralmente de cor prata a cinza, com tons de azul ou verde dorsalmente, enquanto algumas espécies têm manchas coloridas em seus flancos. As cores das nadadeiras variam de hialinas a amarelas, azuis e pretas.
As características específicas que distinguem o gênero estão em pormenores anatômicos específicos, sendo estes rastros branquiais contados entre 20 e 31 no primeiro arco branquial, 2 a 4 caninos posicionados anteriormente em cada mandíbula e raios dorsais e anais que nunca se produzem em filamentos como visto em gêneros como Alectis e Carangoides.

## Distribuição e habitat
Espécies do gênero Caranx estão distribuídas pelas águas tropicais e subtropicais do mundo, habitando os oceanos Atlântico, Pacífico e Índico. Eles são conhecidos nas costas de todos os continentes e ilhas (incluindo ilhas remotas ao largo) dentro desta faixa e têm uma distribuição de espécies bastante uniforme, sem nenhuma região em particular com quantidades incomuns de espécies de Caranx.
A maioria das espécies são peixes costeiros, e muito poucos se aventuram em águas além da plataforma continental, e essas espécies são geralmente movidas pelas correntes oceânicas. Eles habitam uma variedade de ambientes, incluindo planícies de areia, baías, lagoas, recifes, montes marinhos e estuários. A maioria das espécies é demersal, ou habitante do fundo, na natureza, enquanto outras são pelágicas, movendo-se por longas distâncias na coluna de água superior.

## Biologia e pesca
O nível de informações biológicas conhecidas sobre cada espécie em Caranx geralmente está relacionado à sua importância comercial. Todas as espécies são peixes predadores, tomando peixes menores, crustáceos e cefalópodes como presas. A maioria das espécies forma cardumes quando jovens, mas geralmente se torna mais solitária com a idade. A reprodução e o crescimento foram estudados em várias espécies, com essas características variando muito entre as espécies.
Todas as espécies em Caranx são de menor importância para a pesca, mas algumas são muito mais devido à sua abundância em certas regiões. A maioria é considerada peixe esportivo. Alguns como o gigante trevally e o bluefin trevally são muito procurados por pescadores. Eles são geralmente considerados de qualidade ruim a razoável como ingrediente culinário e vários casos de envenenamento por ciguatera foram atribuídos a eles.

## Espécies
As 18 espécies existentes atualmente reconhecidas neste gênero são:
| Image | Scientific name                                     | Common name           | Distribution |
| ----- | --------------------------------------------------- | --------------------- | --- |
|       | Caranx bucculentus Alleyne & W. J. Macleay, 1877    | bluespotted trevally  | Oceanos Índico Oriental e Pacífico Ocidental tropicais, desde o norte de Taiwan até o sul da Austrália. |
|       | Caranx caballus Günther, 1868                       | green jack            | Oceano Pacífico oriental, ao longo da costa americana, desde a ilha de Santa Cruz (Califórnia) até ao Peru, bem como um certo número de ilhas, incluindo as Galápagos e, recentemente, o Havai. |
|       | Caranx caninus Günther, 1867                        | Pacific crevalle jack | Águas tropicais do Oceano Pacífico oriental, desde a Califórnia até o Peru. |
|       | Caranx crysos (Mitchill, 1815)                      | blue runner           | Oceano Atlântico, que vai do Brasil até o Canadá, no Atlântico ocidental, e de Angola à Grã-Bretanha, incluindo o Mediterrâneo, no Atlântico oriental. |
|       | Caranx fischeri Smith-Vaniz & K. E. Carpenter, 2007 | longfin crevalle jack | Águas subtropicais do Oceano Atlântico, que se estende ao longo da costa africana desde a Mauritânia até, pelo menos, Moçamedes, no sul de Angola, estando a espécie historicamente presente no Mar Mediterrâneo. |
|       | Caranx heberi (J. W. Bennett, 1830)                 | blacktip trevally     | Oceanos Índico e Pacífico Ocidental tropicais a subtropicais, desde a África do Sul até as ilhas Fiji, do Japão até a Austrália. |
|       | Caranx hippos (Linnaeus, 1766)                      | crevalle jack         | Águas tropicais e temperadas do Oceano Atlântico, desde a Nova Escócia, no Canadá, até o Uruguai, no Atlântico Ocidental, e de Portugal a Angola, no Atlântico Oriental, incluindo o Mar Mediterrâneo. |
|       | Caranx ignobilis (Forsskål, 1775)                   | giant trevally        | Águas tropicais da região do Indo-Pacífico, com uma área que se estende da África do Sul até o Havai, incluindo o Japão e a Austrália. |
|       | Caranx latus Agassiz, 1831                          | horse-eye jack        | Oceano Atlântico subtropical desde as Bermudas e o norte do Golfo do México até o Rio de Janeiro, no Brasil. |
|       | Caranx lugubris Poey, 1860                          | black jack            | Zonas tropicais dos oceanos Pacífico, Atlântico e Índico. |
|       | Caranx melampygus G. Cuvier, 1833                   | bluefin trevally      | Águas tropicais dos oceanos Índico e Pacífico, desde a África Oriental até a América Central, incluindo o Japão e a Austrália. |
|       | Caranx papuensis Alleyne & W. J. Macleay, 1877      | brassy trevally       | Da África do Sul e Madagáscar, e ao longo da costa oriental de África. |
|       | Caranx rhonchus É.Geoffroy Saint-Hilaire, 1817      | false scad            | Águas tropicais e temperadas do Atlântico Leste, desde a Namíbia até a Espanha e, a norte, na maior parte do Mediterrâneo. |
|       | Caranx ruber (Bloch, 1793)                          | bar jack              | Oceano Atlântico ocidental, desde Nova Jersey e Bermudas até a Venezuela e possivelmente o Brasil, com a maior população no Golfo do México e nas Índias Ocidentais. |
|       | Caranx senegallus G. Cuvier, 1833                   | Senegal jack          | Águas tropicais do Oceano Atlântico oriental, que se estendem ao longo da costa ocidental de África, de Angola até a Mauritânia, a norte. |
|       | Caranx sexfasciatus Quoy & Gaimard, 1825            | bigeye trevally       | Oceanos Índico e Pacífico. |
|       | Caranx tille G. Cuvier, 1833                        | tille trevally        | Na parte ocidental da sua área de distribuição, a espécie distribui-se por toda a África do Sul e nsd águas de Madagáscar, ao longo da costa oriental de África até à Tanzânia, com uma aparente interrupção da sua distribuição da Tanzânia até a Índia. A sua distribuição continua da Índia até o Sudeste Asiático e o arquipélago da Indonésia. A distribuição estende-se para sul até o norte da Austrália, para norte até o Japão e as Ilhas Fiji a leste. |
|       | Caranx vinctus D. S. Jordan & C. H. Gilbert, 1882   | cocinero              | Oceano Pacífico oriental, ao longo da costa americana, desde a Baixa Califórnia até o Peru, incluindo possivelmente o Golfo da Califórnia. |